# Bathytoma bitorquata
Bathytoma bitorquata é uma espécie de gastrópode da família Borsoniidae.